# Préseau
Préseau település Franciaországban, Nord megyében. Lakosainak száma 2083 fő (2022. január 1.). Préseau Saultain, Aulnoy-lez-Valenciennes, Curgies, Artres, Maresches és Villers-Pol községekkel határos.

## Népesség
A település népességének változása:
| Lakosok száma | 1893 | 1908 | 1944 | 1932 | 1957 | 1993 | 2048 | 2065 | 2083 |
|               | 2013 | 2015 | 2016 | 2017 | 2018 | 2019 | 2020 | 2021 | 2022 |